# Neoclytus cristatus
Neoclytus cristatus är en skalbaggsart som beskrevs av Louis Alexandre Auguste Chevrolat 1861. Neoclytus cristatus ingår i släktet Neoclytus och familjen långhorningar. Inga underarter finns listade i Catalogue of Life.